# Zawór elektromagnetyczny serwowspomagany
Zawór elektromagnetyczny serwowspomagany – zawór elektromagnetyczny wykorzystujący ciśnienie przepływającego medium do wytworzenia sił potrzebnych do zamykania lub otwierania przepływu.

## Budowa
W zaworach elektromagnetycznych o znacznych średnicach przelotu konieczne jest użycie relatywnie dużych sił do zmiany położenia elementu zamykającego przepływ. Wytworzenie takiej siły z pomocą cewki elektromagnetycznej wymagałoby użycia cewki o dużych gabarytach i dużej mocy.
Rozwiązana konstrukcyjne zaworów elektromagnetycznych serwowspomaganych wykorzystują energię przepływającego gazu lub cieczy do procesu zamykania lub otwierania zaworu.

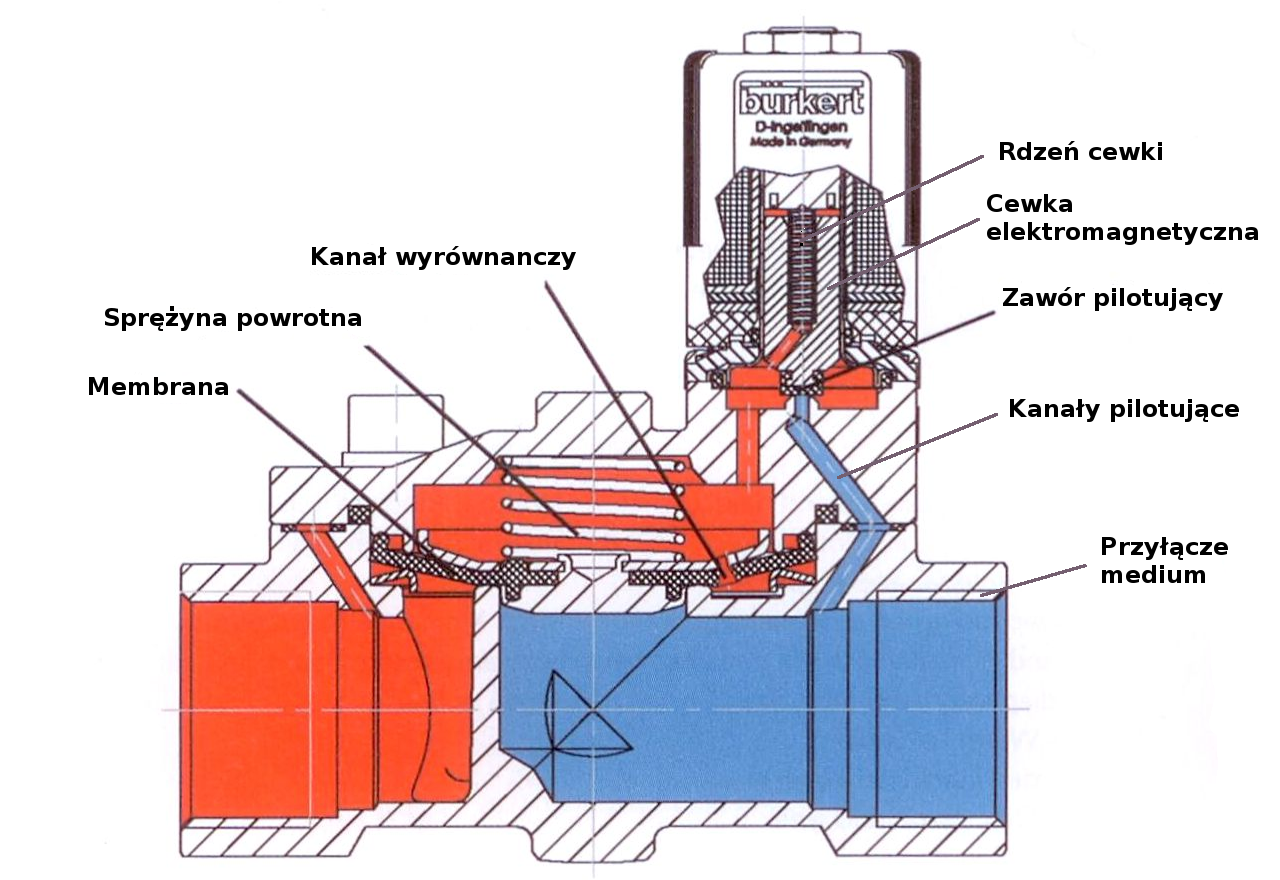
Zawór elektromagnetyczny serwowspomagany

Cewka elektromagnetyczna steruje przepływem medium w kanale pilotującym o niewielkiej średnicy. W efekcie powoduje to kontrolę różnicy ciśnień po obu stronach membrany lub tłoczka zamykającego główny przepływ. Siła wytworzona przez różnicę ciśnień powoduje zmianę położenia elementu zamykającego przepływ.

## Cechy zaworów serwowspomaganych
- możliwość konstruowania zaworów o znacznej średnicy,
- wydłużony czas zamykania /otwierania zaworu,
- mała odporność na zanieczyszczenia,
- duże maksymalne ciśnienie pracy,
- często do prawidłowego działania wymagana jest różnica ciśnień.